# 貝瑟尼 (喬治亞州)
贝瑟尼（英語：Bethany）是位於美國喬治亞州貝克縣的一個非建制地區。該地的面積和人口皆未知。

## 地理
贝瑟尼的座標為31°18′27″N 84°35′58″W / 31.30750°N 84.59944°W，而該地的平均海拔高度為61米（即200英尺）。